# William Beechey
Sir William Beechey (født 12. december 1753 i Burford, død 28. januar 1839 i Hampstead) var en engelsk portrætmaler, far til Frederick William Beechey.
Beechey blev uddannet på akademiet i London, var derefter en tid sysselsat som genre- og
miniaturmaler i London og Norwich, gik snart over i portrætfaget og svang sig her op til så stor anseelse med sine legemsstore portrætter med veltruffen lighed, behagelig, noget rødladen kolorit og elegant anordning, at han blev hoffets og den fine verdens erklærede maler; han blev udnævnt til hofmaler, medlem af akademiet og ridder - en ære, der hidtil kun var vederfaredes Reynolds. Rytterportrættet af Georg III, omgiven af sin stab ved en tropperevu i Hyde Park (1798, nu i Kensington Palace) anses for hans hovedværk.